# Stora Fagerö
Stora Fagerö är en ö i Finland. Den ligger i Finska viken och i kommunen Ingå i den ekonomiska regionen  Raseborg i landskapet Nyland, i den södra delen av landet. Ön ligger omkring 54 kilometer väster om Helsingfors.
Öns area är 77,6 hektar och dess största längd är 1,7 kilometer i sydöst-nordvästlig riktning. Ön höjer sig omkring 25 meter över havsytan.
Ön har formen av en triangel med spetsen riktad mot nordväst och består av sand och kullersten. Har en längd på 1,7 km och bredd på 900 m. 

## Historia
Största delen av ön ägs sedan medeltiden (1434) av Ingå kyrka.
I mitten av december 1944 gick två tyska jagare på minor ute i Finska viken, varvid uppskattningsvis 500 man omkom vid explosionerna eller drunknade i det iskalla vattnet; det 70-tal som räddades råkade i sovjetisk krigsfångenskap. 187 lik från en massgrav på Fagerö överfördes på 1960-talet till en begravningsplats för tyska soldater i Furumo, Vanda. I sydöstra hörnet av ön finns ett kors rest till minne av händelsen.
Norra delen av ön på 32 ha arrenderas sedan 1999 av Föreningen Nylands friluftsområden.

## Läs även
- Ingås historia, andra världskriget